# 5022 Роккапалумба
5022 Роккапалумба (5022 Roccapalumba) — астероїд головного поясу, відкритий 23 квітня 1984 року.
Тіссеранів параметр щодо Юпітера — 3,174.
Названо на честь муніципалітету в Італії Роккапалумба